# 隆堯県
隆堯県（りゅうぎょう-けん）は中華人民共和国河北省邢台市に位置する県。

## 歴史
1947年（民国36年）、隆平県及び堯山県が合併して誕生した。1958年に廃止され内丘県に編入されたが、1961年に再設置され現在に至る。

## 行政区画
- 鎮:隆堯鎮、魏家荘鎮、尹村鎮、山口鎮、蓮子鎮鎮、固城鎮、東良鎮
- 鎮:北楼郷、双碑郷、牛家橋郷、千戸営郷、大張荘郷